# Афины (село)
Афины (укр. Афіни, до 2024 года — Заря, укр. Зоря) — село (до 2011 года — посёлок) в Никольском районе Донецкой области Украины.
Население по переписи 2001 года составляло 2273 человека.
28 июля 2003 года расположенная в селе подстанция была внесена в перечень особо важных объектов электроэнергетики Украины
.
7 марта 2022 захвачен Россией.

## Местный совет
Село Афины — административный центр Афинского сельского совета.
Адрес местного совета: 
бывш.: 87042, Донецкая обл., Никольский р-н, село Заря, ул. Октябрьская, д. 5.
нынешний: 287042, ДНР, Володарский р-н, село Заря, ул. Октябрьская, д. 5.